# Ozero Matyrino
Ozero Matyrino (ryska: Озеро Матырино) är en sjö i Belarus.   Den ligger i voblasten Vitsebsks voblast, i den norra delen av landet, 160 km norr om huvudstaden Minsk. Ozero Matyrino ligger 127 meter över havet. Arean är 1,6 kvadratkilometer. Den sträcker sig 2,2 kilometer i nord-sydlig riktning, och 2,0 kilometer i öst-västlig riktning.
Omgivningarna runt Ozero Matyrino är en mosaik av jordbruksmark och naturlig växtlighet. Runt Ozero Matyrino är det glesbefolkat, med 13 invånare per kvadratkilometer.